# 미나미오스미정
미나미오스미정(일본어: 南大隅町)은 일본 가고시마현 동남부, 오스미반도 남부에 있는 기모쓰키군의 정이다. 2005년 3월 31일에 네지메정과 사타정이 합병해 성립했다.

## 지리
오스미반도의 최남단에 해당하고 서쪽은 가고시마만(긴코만), 동쪽은 태평양(필리핀해)에 둘러싸여 있다. 정역의 대부분은 기모쓰키 산지가 차지하고 있다.

### 인접한 자치체
- 기모쓰키군 기모쓰키정·긴코정

## 역사
713년 오스미국 설치 때는 기모쓰키군에 속했지만 이후 오스미군(1887-1897년에는 미나미오스미군) 소속이 되었다. 에도 시대에는 사쓰마번의 영토였고 1784년에 네지메향·사타향이 설치되었다.
- 1889년 - 정촌제 시행으로 네지메촌·사타촌이 되었다.
- 1941년 1월 1일 - 네지메촌이 정으로 승격해 네지메정이 되었다.
- 1947년 9월 1일 - 사타촌이 정으로 승격해 사타정이 되었다.
- 2005년 3월 31일 - 네지메정·사타정이 대등 합병해 미나미오스미정이 성립하였다.

## 교통

### 도로
- 국도 269호선